# Bona Dea

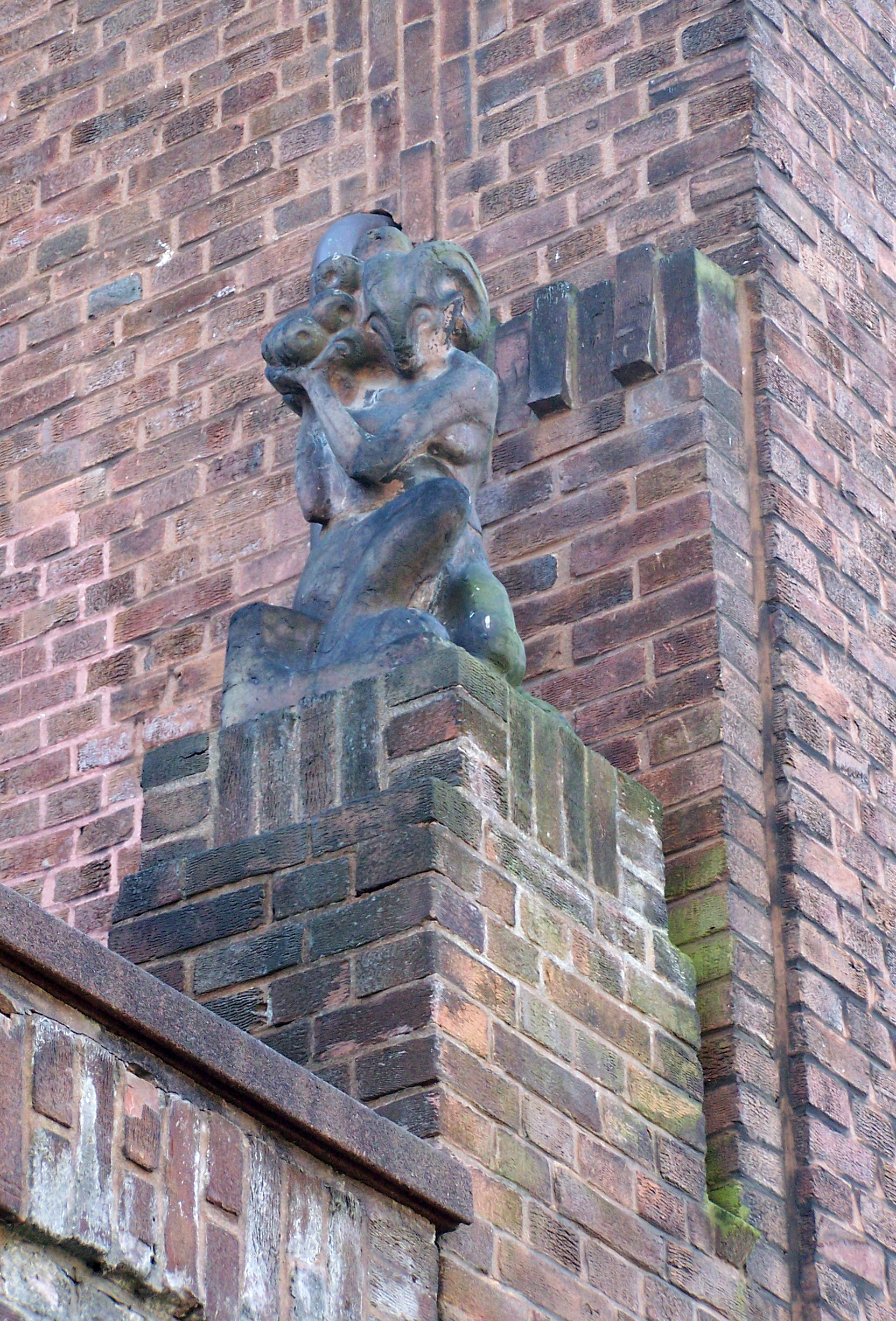
Bona Dea

Bona Dea („a jó istennő”) a római mitológiában a termékenység, a gyógyítás, a szüzesség és a nők istennője. Faunus lánya, egyes mítoszokban egyben felesége is. Ez az egyszerű tulajdonságnév eredetileg Fauna mellékneve volt, de a késő köztársaságkorban már önálló istennőként tisztelték. Bona Deáról úgy tartották, hogy volt egy kimondhatatlan, titkos neve, könnyen lehet, hogy eredetileg ez Fauna volt.
Az Aventinus dombon templomot emeltek Bona Deának. Minden december 4-én titkos rituálét tartottak az ő tiszteletére a híres római magisztrátus házában. Ezen kizárólag nők vehettek részt, még a férfiakat és hím állatokat ábrázoló rajzok és festmények is tiltva voltak, ugyanúgy, mint a „bor” és „mirtusz” szavak, mivel Bona Deát apja egyszer részegen mirtuszvesszővel elverte. Más változatban az apa úgy tartja magánál leányát és a szemérmes leányt csak úgy képes megejteni, hogy lerészegíti és vesszőzéssel kényszeríti rá.
Ünnepségein és templomi szertartásain egyetlen férfi sem vehetett részt, mert Bona Dea Faunus házában is férfi látása nélkül élt. Ha férfi keveredett volna tisztelői közé, azt vaksággal büntette. Templomának kertjében, ahol a papnők különböző gyógynövényeket termesztettek, betegeket gondoztak.
Szintén őt asszociálták a bőségszaruval, a kígyókkal és az érmékkel. Arcképe sok római pénzérmén megtalálható.